# Нартайлаков, Мажит Ахметович
Мажи́т Ахме́тович Нартайла́ков (род. 3 февраля 1960) — хирург, ученый и клиницист, доктор медицинских наук (1995), профессор (1997), член-корреспондент РАЕН (2006), заслуженный деятель науки РБ (2002), отличник здравоохранения РБ (2002), заслуженный врач РБ (1998) и РФ (2008).

## Биография
Родился в с. Габдрафиково Переволоцкого района Оренбургской области. В 1977 году окончил Тайняшевскую среднюю школу Чекмагушевского района БАССР. В 1983 году окончил Башкирский государственный медицинский институт, там же — клиническую ординатуру по хирургии (1983—1985). Хирург и заведующий приемным отделением ГКБ № 6 (ныне — Клиника БГМУ) г. Уфы (1985—1987).
С 1987 года в БГМИ (ныне — БГМУ) на кафедре общей хирургии: с 1987 года — ассистент, с 1991 года — доцент, с 1996 года — профессор, с 1997 года — заведующий, одновременно в 1994—1997 гг. — главный хирург Министерства здравоохранения РБ, в 2011—2015 гг. — проректор БГМУ по лечебной работе. Руководитель республиканского центра хирургической гепатологии (с 1995), директор НИИ новых медицинских технологий (с 2015).
Защитил кандидатскую (Казань, 1989) и докторскую (Москва, 1995) диссертации.

## Научная деятельность
Хирургическая гепатология, абдоминальная хирургия, хирургические инфекции, трансплантология.
Автор более 600 научных работ, в том числе 13 монографий, 28 патентов на изобретения. Подготовил 8 докторов и 46 кандидатов наук.

## Наиболее известные труды
- Эхинококкоз печени /Нартайлаков М. А., Плечев В. В., Мушарапов Д. Р., Лукманова Г. И. — Уфа: НПО Башбиомед, 2006. — 104 с.
- Хирургия печени и желчных путей /под ред. М. А. Нартайлакова. — Ростов н/Д.: Феникс, 2007. — 400 с.
- Биоплант в хирургии /Мингазов Г. Г., Нартайлаков М. А., Нигматуллин Р. А. — Уфа: РА Информреклама, 2008. — 528 с.
- Общая хирургия /под ред. М. А. Нартайлакова. — Ростов н/Д.: Феникс, 2006. — 256 с.
- Беременность и острый аппендицит: Учебное пособие /Кулавский В. А., Нартайлаков М. А., Кулавский Е. В. — Уфа: БГМУ, 2011. — 103 с.
- Игла В. Н. Павлова-М. А. Нартайлакова для наложения швов на паренхиматозных органах. Патент РФ на полезную модель № 136321 от 10.01.2014 /Павлов В. Н., Нартайлаков М. А., Зинатуллин Р. М., Гизатуллин Т. Р., Катаев В. А.
- Способ временного наружного шунтирования для внутрикишечного отведения желчи из печени при ятрогенных повреждениях желчных протоков. Патент РФ на изобретение № 2580753 от 17.03.2016 /Пантелеев В. С., Нартайлаков М. А., Абдеев Р. Р.

## Награды
- «Золотой скальпель за лучшую операцию в РБ» (1996, 2005, 2013).
- Грамота Республики Башкортостан (1998).
- Почетный член Международной ассоциации хирургов-гепатологов (2010)[1]
- Орден Салавата Юлаева (2012).
- Государственная премия Республики Башкортостан в области науки и техники (2019).
- Медаль ордена «За заслуги перед Отечеством» II степени (2020).